# スターライトパレード (曲)
『スターライトパレード』は、日本のバンド・SEKAI NO OWARIのメジャー2作目、通算4作目のシングル。2011年11月23日にトイズファクトリーから発売された。

## 概要
前作『INORI』から約3か月ぶりとなるシングル。
表題曲は『第1回「はじめまして、ラジオです。IN 渋谷」』のキャンペーンソングとして書き下ろされた。また、初めて一つの楽曲に複数のタイアップが付いた。
ジャケットは「CAN'T SLEEP FANTASY NIGHT」という架空のフェスティバルをイメージしている。
発売から2年後の2013年に発売された4枚目（通算6枚目）のシングル『RPG』のカップリング曲に「スターライトパレード -CAN'T SLEEP FANTASY NIGHT Version-」としてリメイクされ、同年に公開された映画『今日、恋をはじめます』の挿入歌として使用された。その後、2014年にトヨタ自動車『ラクティス』のCMソングに、2020年にはTBS系 火曜ドラマ『この恋あたためますか』のCMソングにそれぞれオリジナル・バージョンが使用された。

### ミュージックビデオ
CDのリリースに先駆け、11月5日に「スターライトパレード」のミュージック・ビデオがレーベルのYouTubeチャンネルにて公開された。
映像は、ジャケットのカバーアートと連動した架空のフェスティバルを描写し、メンバーが発案した「眠れない夜に自転車で外に飛び出した主人公が、偶然見つけた幻想的なステージと出会う」というコンセプトに基づいたものとなっている。
制作はメンバーが総指揮を執り、監督は小林基己と深瀬の友人が共同で担当した。なお、EARTH COMPANYの佐藤央一が監督を務めたという記述も確認できる。
コンセプトやイメージは、深瀬がその友人と話し合い決定された。インタビューで、深瀬は「『おしいれのぼうけん』のような、『眠れない時の幻想的な夜』というのを演出したかった。眠れない夜に突然魔法の国に行くようなイメージです。」と語っている。
また、撮影にあたり藤崎がブログでエキストラが募集されたが、大人数で集まって撮影できる場所がなかなかなく、撮影の許可を取るのが大変だったという。

## 収録内容
| 全作詞: 深瀬慧、全編曲: SEKAI NO OWARI。 |                          |           |           |                              |      |
| #                                        | タイトル                 | 作詞      | 作曲      |                              | 時間 |
| 1.                                       | 「スターライトパレード」 | 深瀬慧    | 中島真一  | ストリングスアレンジ: 今野均 | 5:45 |
| 2.                                       | 「yume」                 | 深瀬慧    | 藤崎彩織  |                              | 3:17 |
| 合計時間:                                | 合計時間:                | 合計時間: | 合計時間: | 9:02                         |      |

### 楽曲解説
1. スターライトパレード
仮タイトルは「眠れぬ街」。『第1回「はじめまして、ラジオです。IN 渋谷」』のキャンペーンソングに向けて中島が候補として3曲制作し、その中から深瀬が浮かんだタイトルの「スターライトパレード」のフレーズに合う哀愁漂うメロディとしてこの楽曲が選定された。歌詞は文明が発達することによって見えなくなってしまったもの、本当はあるのに見えなくなってしまっているものを星に喩え、それをアナログのラジオと重ねて書かれている。また、深瀬はキャンペーンは一つのパレードと見解しており、今回のラジオキャンペーンを星のパレードとして比喩表現している[8]。
楽曲について中島は最初の段階から4つ打ちにすることは決めていたが、深瀬の歌詞の世界観を考えたときに「壮大なものにしたい」という思いを持って初のストリングスやティンパニが取り入れられている[注 2][8]。
この楽曲からLOVEが機材を選ぶ役目を担うようになる。デモ音源を聴いたイメージで、ギターは「昔ながらの耳馴染みのあるアンプでセミアコースティックギターの優しい音を鳴らすと儚い感じが出るかな」と思い、グレッチのホワイト・ファルコンや、ギブソンのES-339が多用されている。また、ピアノは藤崎曰く「星空をイメージしてキラキラしたクラシカルなピアノが合うだろうなと思い、間奏含め普通のバンドはやらない感じのフレーズを弾いている」とのこと。そして、夜が明けていくイメージを表現するために、深瀬のアイディアで間奏のピアノソロの前にギターの音色を活かしている。なお、イントロはフェードインで始まるが、ヴォコーダーによる深瀬の声の前に入るターンテーブルの音はLOVE曰く「10何パターン録って並べて聴いて選定した」とのこと[8]。
2. yume
結成前から存在しており、ライブでは既に未発表曲として披露されていた楽曲。音源化にあたりレコーディング直前にピアノからエレクトリックピアノに変更されている。歌詞は深瀬によると「夢を叶えることが夢になるのは辛いし苦しいことだから、夢はずっと一緒にいられることが夢だと思う」とのこと。また、深瀬の案でサビはメンバー全員でユニゾンで歌唱されている[8]。

## 参加ミュージシャン
SEKAI NO OWARI
- 中島真一：Sound Produce & Guitar & Vocal
- 深瀬慧：Vocal & Guitar
- 藤崎彩織：Piano
- DJ LOVE：DJ

Additional Musician
- 今野均：Violin (#1)
- 真部裕：Violin & Viola (#1)
- 岡さおり：Viola (#1)
- 笠原あやの：Cello (#1)

## タイアップ
- 『第1回「はじめまして、ラジオです。IN 渋谷」』キャンペーンソング (#1)
- トヨタ自動車『ラクティス』CMソング (#1)
- 舞台『流星ワゴン』（演劇集団キャラメルボックス版）オープニングテーマ (#1)

## 収録アルバム
- ENTERTAINMENT (#1, #2)
- SEKAI NO OWARI 2010-2019 (#1, #2)

## カバー
スターライトパレード
- ジェニファー - 『COVER LOVE SONGS』（2015年2月25日）に収録。
- FlowBack - 『WINTER TRIP』（2019年12月25日）に収録。
- Argonavis - 『ARGONAVIS Cover Collection -Mix-』（2021年11月17日発売）に収録。
- fine ＆ Knights - 『fine ＆ Knights「スターライトパレード」 あんさんぶるスターズ!! COVER SONG SERIES 06』（2023年1月24日発売）に収録。

## スターライトパレード -CAN'T SLEEP FANTASY NIGHT Version-
「スターライトパレード -CAN'T SLEEP FANTASY NIGHT Version-」（すたーらいとぱれーど・キャント・スリープ・ファンタジー・ナイト・バージョン）は、日本のバンド・SEKAI NO OWARIの曲。

### 概要
楽曲「スターライトパレード」のリアレンジバージョン。映画『今日、恋をはじめます』のテーマソングとして、シングル『スターライトパレード』やアルバム『ENTERTAINMENT』に収録されているものと異なるアレンジが加えられている。
この楽曲は、バンド初の配信限定シングルとしてもリリースされている。のちに、シングル『RPG』に収録された。

### 収録曲
| #  | タイトル                                                     | 作詞   | 作曲    | 編曲           | 時間 |
| -- | ------------------------------------------------------------ | ------ | ------- | -------------- | ---- |
| 1. | 「スターライトパレード -CAN'T SLEEP FANTASY NIGHT Version-」 | Fukase | Nakajin | SEKAI NO OWARI | 4:54 |

### タイアップ
- 映画『今日、恋をはじめます』テーマソング (#1)

### 収録アルバム
- 「今日、恋をはじめます」オフィシャルアルバム (#1)